# Tabarruk
Tabarruk désigne, dans le lexique mystique de l'islam (soufisme), une voie spirituelle qui ne bénéficie plus de la qualité opérative en termes d'initiation[C'est-à-dire ?] à la connaissance divine (ma'rifa).
Cette perte du secret spirituel (sirr) est due, la plupart du temps, à la mort du maître (shaykh) porteur du secret. La voie (tariqa) que le maître lèguera sera une voie « tabarrukiya » (de bonnes grâces), où les disciples ne pourront qu'entretenir une ferveur religieuse et revivifier le souvenir du shaykh défunt.

## Le rôle des disciples dans la voie Tabarrukiya
Dans la voie « tabarrukiya », les disciples jouent un rôle essentiel dans la préservation et la transmission du souvenir du maître et de ses enseignements. Bien que le shaykh ne soit plus physiquement présent, son héritage spirituel se perpétue à travers la dévotion des adeptes. Ces derniers sont appelés à maintenir vivante la mémoire du maître, notamment par des prières, des invocations (dhikr) et des rassemblements spirituels où l'on évoque ses paroles et ses actes.
Les disciples, souvent dans une relation de respect profond, tentent de refléter les qualités du maître et de cultiver des comportements en harmonie avec les principes enseignés. Par cette pratique de « tabarruk », la relation entre le shaykh et les disciples ne se termine pas avec la mort du maître, mais prend une nouvelle forme, plus symbolique et spirituelle. Cette dimension souligne la continuité de la transmission de la sagesse divine, bien que d'une manière différente de celle qu'elle prenait lors de l'initiation directe.
Certaines écoles soufies voient dans cette phase une forme de préparation spirituelle pour les générations futures, où chaque disciple peut devenir à son tour un canal de baraka pour les autres, même en l'absence d'un guide vivant.